# Interstate 82 (Pensilvânia–Nova Iorque)
Interstate 82 (I-82) é a antiga designação das seguintes autoestradas interestaduais entre Scranton, Pensilvânia, e a cidade de Nova Iorque:
- Interstate 380 (Pensilvânia)[1]
- Interstate 80, a leste do atual cruzamento com a I-380